# Ligonipes illustris
Ligonipes illustris är en spindelart som beskrevs av Karsch 1878. Ligonipes illustris ingår i släktet Ligonipes och familjen hoppspindlar. Inga underarter finns listade i Catalogue of Life.